# Dieter Leipold (Unternehmer)
Dieter Leipold (* 18. Oktober 1937 in Ludwigsburg; †  31. August 2014 in Ostheim vor der Rhön) war ein deutscher Braumeister und Unternehmer. Er erfand das Erfrischungsgetränk Bionade.

## Leben
Dieter Leipold verbrachte seine Kindheit und Jugend in Würzburg und erlernte den Beruf des Braumeisters. 1964 trat er eine Anstellung in der Brauerei Peter in Ostheim an, wo bis in die 1980er Jahre Bier hergestellt wurde. Als seine spätere Ehefrau Sigrid Kowalsky den Betrieb übernahm, suchte Leipold nach einer Alternative zum damals für kleine, mittelständische Brauereien wenig profitablen Geschäft mit Bier. In seinem Wohnhaus entwickelte er ein Brauverfahren, bei dem aus Malz in einem Gärungsprozess Gluconsäure anstelle von Alkohol entsteht. Gluconsäure wird auch von Bienen zur Haltbarmachung des Honigs benutzt. Das daraus entwickelte Erfrischungsgetränk Bionade wurde, nachdem die Brauerei durch die hohen Kosten für Entwicklung und Produktionsstart fast insolvent geworden war, später überregional erfolgreich. Leipold war Mitinhaber der Marke, welche 2009 und 2012 schrittweise an die Radeberger-Gruppe verkauft wurde.
Schon vor dem Verkauf hatte sich Leipold aus dem Tagesgeschäft zurückgezogen. Das Management des Betriebs und auch das Marketing lagen ihm weniger als das handwerkliche Brauen und die Entwicklung neuer Bionade-Rezepte. Kaufmännisch waren seine Stiefsöhne Stephan und Peter Kowalsky verantwortlich für das Unternehmen.
Leipold lebte in zweiter Ehe mit Sigrid Peter-Leipold und verstarb nach kurzer schwerer Krankheit in seiner Wahlheimat Ostheim vor der Rhön.

## Auszeichnungen
Gemeinsam mit seiner Ehefrau wurde er mit der silbernen Jubiläumsmedaille der Stadt Ostheim geehrt.